# ماك كليفلاند
ماك كليفلاند (بالإنجليزية: Mack Cleveland)‏ هو محامي وسياسي أمريكي، ولد في 9 يوليو 1924 بسانفورد في الولايات المتحدة، وتوفي في 17 أكتوبر 2010 في نفس البلد بسبب مرض باركنسون. حزبياً، نشط في الحزب الديمقراطي والحزب الجمهوري. وقد انتخب عضو مجلس ولاية فلوريدا وانتخب عضو مجلس نواب فلوريدا.